# Ошские события 1990 года
Ошские события 1990 года (кирг. Ош окуясы; узб. Oʻsh voqelari; Ошская резня) — межнациональный конфликт в СССР, на юге Киргизской ССР между двумя тюркскими народами — киргизами и узбеками. События происходили с конца мая по начало июня 1990 года. Основные события происходили в городе Ош, частично и эпизодически они происходили в городах Узген, Кара-Суу, Джалал-Абад и в других населённых пунктах Ошской и Джалал-Абадской областей Киргизской ССР.
Эксперты отмечают Ошские события 1990 года одним из результатов политики эпохи «Перестройки», а также одним из важных событий периода распада СССР. Явились следствием нехватки земельных и водных ресурсов из-за быстрого роста населения в Ферганской долине (c 1937 по 1990 годы население Киргизии увеличилось в 3,3 раза), недальновидной политики руководства СССР при размежевании границ между Узбекистаном и Киргизией в 1920-х годах, роста националистических настроений и межэтнических конфликтов в национальных республиках СССР, бездействия руководства Киргизской ССР в начале межэтнического конфликта. По версии киргизских СМИ, считается, что конфликт был якобы спровоцирован «рукой Москвы» или КГБ СССР, а боевиков готовили и направляли представители руководства местных райкомов партии и народных депутатов Киргизской ССР, но ветеран УКГБ и ГКНБ Киргизии, член Союза писателей Кыргызстана, Талант Разаков не подтверждает эту версию. Резня была остановлена подразделениями войск МВД СССР и МВД Киргизской ССР.
В июне 2010 года на юге Кыргызстана вновь произошли беспорядки и погромы между киргизами и узбеками в результате Второй киргизской революции.

## Предыстория
Начиная с мая 1990 года на площади Ленина в столице Киргизской ССР Фрунзе стали постоянно происходить митинги киргизов, требующих для себя земельных участков. Образовывается несколько объединений, требующих разрешения жилищной проблемы молодых киргизских семей. Впоследствии к митингам присоединяются представители киргизских националистов, требующих сохранение и развитие киргизского языка и культуры. 7 мая в Доме политпросвещения ЦК КП КирССР во Фрунзе состоялась восьмичасовая встреча руководства Киргизской ССР с представителями митингующей молодёжи, которая в общих чертах не привела ни к чему.
Между тем, группа узбекских аксакалов из Джалал-Абадской области Киргизской ССР обращается к председателю Совета национальностей Верховного Совета СССР Рафику Нишанову и к первому секретарю ЦК КП Киргизской ССР (то есть к руководителю республики) Абсамату Масалиеву с требованием предоставить национальную автономию узбекскому населению, проживающему весьма значительными диаспорами в трёх южных областях Киргизской ССР — Ошской, Джалал-Абадской и Баткенской. Возмущение узбекского населения Киргизской ССР до этого вызвал принятый в республике закон о языке, в котором государственным языком был признан киргизский, языком межнационального общения – русский, а узбекский язык был оставлен без статуса.
Город Ош является административным центром Ошской области и крупнейшим городом всего юга Киргизии, а также вторым по численности населения городом республики после Бишкека. В этом городе проживает значительная диаспора этнических узбеков, которые считают этот город исконно узбекским. По данным всесоюзной переписи 1989 года узбеки составляли больше половины населения Оша и относительное большинство в других районах юга Киргизии.
С ранней весны 1990 года на юге Киргизии начали активизироваться отдельные организации и объединения этнических узбеков и киргизов, защищающие их права. Наиболее известным объединением узбеков стал «Адолат» (Справедливость в переводе с узбекского языка), а у киргизов таковым стала общественная организация «Ош-аймагы» (Ошский аймак в переводе с киргизского языка). Своей основной задачей «Адолат» считал сохранение и развитие культуры, традиций и языка узбекского народа, а «Ош аймагы» — обеспечение киргизов земельными участками для жилищного строительства, а также защиту их прав.
27 мая 1990 года несколько молодых киргизских семей из малоимущих слоёв населения начали требовать у областного комитета (то есть администрации) в Оше предоставить им участки для строительства частных домов на земле, принадлежащей колхозу имени Ленина, в котором в основном работали этнические узбеки. Большинство крупных и образцовых колхозов и совхозов на юге Киргизии держали этнические узбеки, и работниками в этих объединениях были в основном узбеки. Власти согласились удовлетворить их требование, но собравшиеся также стали требовать передачи им ещё 32 га земли этого же колхоза, где был засеян хлопчатник. И это требование чиновниками было принято.
После передачи им земли, с 30 мая на полученном участке земли киргизы начали проводить стихийные митинги с требованиями сместить с должности первого заместителя председателя Верховного Совета Киргизской ССР, бывшего первого секретаря Ошского обкома партии Абсамата Масалиева, который, по их мнению, не решал проблемы прописки, трудоустройства и жилья киргизских молодых семей и способствовал тому, что в сфере торговли, обслуживания, а также сельского хозяйства в Ошской области работали в основном узбеки. На поддержку к киргизским митингующим с севера Киргизии, в том числе из Фрунзе и Таласской области, начали прибывать киргизские националисты, что накалило обстановку. На митингах начали звучать антиузбекские и узбекофобские лозунги.
Этнические узбеки, проживающие в Оше и Ошской области, а также в соседней Джалал-Абадской области, крайне негативно восприняли митинги киргизских националистов и выделение земли киргизам из плодородных земель узбекских колхозов. С начала июня узбеки также начали проводить митинги и приняли обращение к руководству Киргизской ССР и Ошской области с требованиями защиты узбекского населения, смещения с должности первого секретаря Ошского обкома, создания узбекской национальной автономии в Ошской области, придания узбекскому языку статуса одного из государственных в Киргизской ССР наряду с киргизским и русским языками. Также были требования открыть узбекский факультет при Ошском педагогическом институте, открыть культурные центры узбеков в тех населённых пунктах республики, где узбеки имеют значительные диаспоры. Митингующее узбекское население потребовало у руководства республики дать ответ на их требования до 4 июня. Начиная с 1 июня узбеки, сдававшие жильё (квартиры и частные дома) киргизам, начали их принудительно выселять, в результате чего более 1500 оказавшихся на улице киргизских квартирантов подключились к митингующим киргизам и также стали требовать выделения им земельных участков для постройки частных домов. Киргизы также потребовали дать им окончательный ответ о предоставлении земель и решении вопросов до 4 июня.
В столице республики-Фрунзе экстренно была создана республиканская комиссия во главе с председателем Совета Министров Киргизской ССР Апасом Джумагуловым. Комиссия признала выделение под застройку земель колхоза имени Ленина незаконным, и для строительства жилья было решено выделить другие земельные участки. Большинство митингующих киргизов, нуждающихся в земле под застройку, и часть узбеков, удовлетворённых отменой решения областных властей, согласились с решением комиссии, но около 200 членов киргизской организации «Ош аймагы» и прибывшие с севера киргизские националисты продолжали настаивать на предоставлении им земли именно колхоза имени Ленина, продолжая устраивать митинги.

## Конфликт
4 июня группы митингующих киргизов и узбеков встретились на поле колхоза имени Ленина. Со стороны киргизов было примерно полторы тысячи человек, со стороны узбеков свыше десяти тысяч человек. Для их разделения спешно прибыли сотрудники милиции, вооружённые автоматами, щитами и дубинками. Милиции вначале удавалось разделять две противоборствующие стороны, но впоследствии начались попытки прорыва милицейского кордона, милицию начали забрасывать камнями и бутылками. Несколько милиционеров получили ранения, а двое из них были захвачены в заложники. Милиция открыла огонь по протестующим узбекам, в результате чего было убито по меньшей мере шестеро. После этого толпа узбеков с криками «Кровь за кровь!» направилась в Ош, по дороге громя и сжигая дома киргизов. К 6 июня количество протестующих узбеков увеличилось до 20 тысяч человек. На подмогу к узбекам Оша прибыли узбеки из других районов и населённых пунктов Ошской и Джалал-Абадской областей Киргизской ССР, а также узбеки из города Андижан и Андижанской области соседней Узбекской ССР.
Со стороны группы узбеков из 30-40 человек были неудачные попытки захвата зданий Ошского ГОВД, УВД Ошского облисполкома, СИЗО. Милицией было задержано около 35 наиболее активных участников погромов. В ночь с 6 на 7 июня в Оше было обстреляно здание УВД и наряд милиции, двое милиционеров были ранены. На границе с Андижанской областью Узбекской ССР появилась многотысячная толпа узбеков из Ферганской долины Узбекской ССР, прибывшая на подмогу ошским узбекам.
Утром 7 июня произошли нападения на насосную станцию и городскую автобазу, сожжено 5 автобусов. Начались перебои в снабжении населения продуктами и питьевой водой в связи с прекращением поставок в город жидкого хлора для очистки воды и нарушением режима работы ряда предприятий и транспортных организаций.
Киргизско-узбекские столкновения произошли и в других населённых пунктах Ошской области. В ряде населённых пунктов Ферганской, Андижанской и Наманганской областей Узбекской ССР начались избиения киргизов и поджоги их домов, что вызвало бегство киргизов с территории Узбекистана.
Беспорядки удалось остановить лишь к вечеру 6 июня, введя в область армейские части. Ценой огромных усилий армии и милиции удалось избежать вовлечения населения Узбекистана в конфликт на территории Киргизской ССР. Поход вооружённых узбеков из городов Наманган и Андижан в Ош был остановлен в нескольких десятках километров от города. Толпа сметала милицейские кордоны и сжигала автомобили, зафиксированы случаи столкновений с армейскими подразделениями. Тогда перед рвущимися в Киргизию узбеками выступили главные политические и религиозные деятели Узбекской ССР, что помогло избежать дальнейших жертв.
Несмотря на межэтнический характер погромов и беспорядков, узбеки и киргизы практически не трогали дома и имущество других национальностей, в том числе русскоязычного населения — в Оше и Ошской области проживала большая диаспора русскоязычных — русских, украинцев, белорусов, немцев, татар (крымских и казанских) и др. По другим данным, перед беспорядками, имевших охотничье оружие жителей разоружили, и среди убитых было много русских. В Оше и Фрунзе с 8 июня был введён комендантский час. Для примирения двух народов подключились ряд узбекских и киргизских общественных и культурных деятелей, в том числе Чингиз Айтматов.
Президент Узбекской ССР и первый секретарь ЦК КП УзССР Ислам Каримов предпочёл не вмешиваться в дела соседней республики, ограничиваясь публичным выражением озабоченности в связи с погромами и беспорядками. 8 июня из Ташкента во Фрунзе спецрейсами были эвакуированы несколько тысяч студентов-киргизов, обучавшихся в ташкентских ВУЗах — Ташкент считался одним из образовательных центров советской Средней Азии. Это было сделано для их защиты, так как в Узбекской ССР нарастали антикиргизские настроения. По данным Всесоюзной переписи 1989 года, на территории Узбекской ССР проживало около 175 тысяч этнических киргизов, и несмотря на погромы на юге Киргизии и насилие со стороны киргизов по отношению к проживающим там узбекам, по отношению к киргизскому населению в Узбекской ССР со стороны узбеков не было зафиксировано никакого насилия или элементов притеснения.

## Жертвы и пострадавшие
По данным следственной группы Генпрокуратуры СССР, в конфликте с киргизской стороны в городах Узген и Ош, а также в сёлах Ошской области погибло около 1 200 человек, а с узбекской следователи нашли около 10 тысяч эпизодов преступлений. По неофициальным данным, жертв было 10 тыс. человек. В суды было направлено 1 500 уголовных дел. В конфликте принимали участие около 30—35 тыс. человек, к уголовной ответственности привлекли около 300 человек. После обретения Кыргызстаном независимости они были отпущены на свободу.

## Обвинения в произошедшем КГБ СССР и советского руководства
Один из сооснователей «Демократического движения Кыргызстана», созданного на базе радикальной киргизской партии национального возрождения «Асаба», которую поддержали агрессивно настроенные сельские мигранты из киргизского неформального движения «Ашар», самовольно захватывавшие земельные участки, и бывший генеральный секретарь национальной комиссии Кыргызской Республики по делам ЮНЕСКО, Жыпар Жекшеев, пытался переложить ответственность за Ошские события 1990 года на КГБ СССР:

«В то время по всему Советскому Союзу прокатились межнациональные и межэтнические конфликты: в Фергане, в Баку, в Молдавии, Тбилиси, в Прибалтике и в Душанбе. Мы пересмотрели множество видео и других материалов по вильнюсским, кишинёвским, тбилисским и бакинским событиям. И я пришёл к выводу, что сценарии одни и те же – а значит, и авторы одни и те же, и можно без труда догадаться, кто был в этих событиях заинтересован. Я всегда давал и до сих пор даю такую оценку этим событиям: я абсолютно убеждён, что ни узбеки, ни киргизы тут ни при чём. Это — дело рук коварных политиков, которые сидели в Москве, в Центре. А на местах были очень близорукие политики, руководители как городского, так и областного масштаба. Сценарий ошских событий был заготовлен, написан в недрах КГБ СССР и санкционирован Политбюро ЦК КПСС. Сделано это было для того, чтобы не дать самой тихой и спокойной республике — Кыргызстану — поднять голову, чтобы не допустить создания в ней демократических движений. В этом — глубинные причины произошедшего. А технически это было сделать не сложно — внедрить одного-двух провокаторов, которые начали подталкивать к конфликту. В то время положение было очень тяжёлое, достаточно было лишь поднести спичку. Когда люди голодные, им не хватает элементарного — земли, где они могли бы построить дома, когда люди всегда и во всем нуждаются, ничего не стоит их спровоцировать. Сама советская система заложила эту бомбу замедленного действия, и не требовалось большого ума, чтобы поджечь конфликт».
Однако ветеран УКГБ и ГКНБ Киргизии, член Союза писателей Кыргызстана, Талант Разаков, опровергает эту версию. УКГБ Киргизской ССР неоднократно предупреждало руководство Киргизской ССР о готовящихся выступлениях неформальных националистических объединений и провоцировании ими конфликтов на национальной почве, но руководство Киргизской ССР, в котором подавляющее большинство составляли лица титульной (киргизской) национальности, не предпринимало никаких активных действий по предотвращению межэтнического конфликта.

## В массовой культуре
Ошские события 1990 года упоминаются в сериале «Агент национальной безопасности» (2-й сезон, фильм «Человек без лица»). По сюжету герой Константина Хабенского офицер КГБ СССР Хуссейн Саббах был внедрён в националистическую группировку, устроившую кровавую резню в Оше. Для подтверждения легенды Саббах был вынужден принимать активное участие в беспорядках и кровью мирных жителей доказывать свою преданность группировке.